# Noël van Klaveren
Noël van Klaveren (Alphen aan den Rijn, 27 de noviembre de 1995) es una deportista neerlandesa que compitió en gimnasia artística. Ganó una medalla de plata en el Campeonato Europeo de Gimnasia Artística de 2013, en la prueba de salto de potro.

## Palmarés internacional
| Campeonato Europeo | Campeonato Europeo | Campeonato Europeo | Campeonato Europeo |
| Año                | Lugar              | Medalla            | Prueba             |
| ------------------ | ------------------ | ------------------ | ------------------ |
| 2013               | Moscú (Rusia)      | Medalla de plata   | Salto de potro     |